# La Visite à la grand-mère
La Visite à la grand-mère est un tableau de Louis Le Nain (1593-1648) conservé au musée de l'Ermitage de Saint-Pétersbourg.
Au XVIIIe siècle et au XIXe siècle, ce tableau figurait sous des titres différents. Son titre actuel est désormais fixé depuis 1916. Il appartenait à la collection Crozat avant d'être acheté en 1772 par Catherine II sur les conseils de Diderot et était attribué aux frères Le Nain. Il a été ensuite attribué à Louis Le Nain, puis à la collaboration de Louis et Antoine Le Nain et ensuite à la fin du XIXe siècle aux frères Le Nain de nouveau.
C'est l'historien de l'art Clément de Ris qui est le premier à y voir définitivement le pinceau seul de Louis Le Nain, en le rapprochant de La Forge conservée au musée du Louvre et du Repas de la Sainte Famille du musée de Laon.
Des tableaux sur des sujets analogues se trouvent à Lille (La Chambre de la grand-mère) et à Laon (Le Repas de famille). Le personnage de la jeune mère avec son petit enfant est repris dans Le Retour du baptême.
Le tableau représente une scène de genre dans une grande salle de ferme avec une grand-mère, paysanne visiblement aisée au vu de ses vêtements et assise de profil, à laquelle sa fille rend visite, son dernier enfant sur les genoux, enveloppé d'une houppelande blanche. D'autres enfants entourent la scène. Sur la droite, trois petits garçons debout de face composent une scène secondaire. Celui de gauche joue du pipeau à la petite fille âgée d'environ deux ans assise à leurs pieds. On remarque au fond à droite un jeune valet de ferme adolescent passant par la porte pour écouter le pipeau. Derrière la grand-mère, une fillette debout en bonnet de linge blanc est la seule à regarder les « spectateurs » de ce tableau. Un petit chien, regarde fidèlement la grand-mère.
Cette scène de genre illustre encore la simplicité du bonheur familial, chère aux frères Le Nain.

## Expositions
- 1934, Paris, exposition Le Nain, n°158
- 1955, Moscou, exposition d'art français du XVe siècle au XXe siècle[2]
- 1956, Léningrad, exposition d'art français du XIIe siècle au XXe siècle[3]
- 1965, Bordeaux, exposition Chefs-d'œuvre de la peinture française dans les musées de l'Ermitage et de Moscou, n°5
- 1965-1966, Paris, exposition Chefs-d'œuvre de la peinture française dans les musées de Léningrad et de Moscou, n°6
- 1969, Budapest, Francia mesterek a Léningrad Ermitázsból